# 何大一
何大一（1952年11月3日—），臺灣裔美國人；中華民國及美國雙重國籍，科学家，於台灣台中市出生及度過童年，12歲時隨家人移民美國加利福尼亞洛杉磯，是愛滋病雞尾酒療法的發明人。

## 生平
何大一，臺灣裔美國人和台灣人，父親及母親分別為何步基與江雙如。1919年3月24日，何步基於家鄉江西省新余县下村镇松林何家村出生，1948年毕业于国立浙江大学，同年赴台湾从教并攻讀電機博士學位。母親江雙如事實上出生於台中望族的神岡三角仔呂家，她的生父是台灣電氣煉鋼株式會社與興亞造紙株式會社創辦人呂樵湖。何大一1952年於台中神岡出生，何步基在何大一12歲時帶全家移民美国加州洛杉矶市。
何大一在1974年以「最優等」的成绩获得加州理工学院学士学位。1978年获得麻省理工學院-哈佛大學HST医学院医学博士学位。1978年到1982年期间在加州大学洛杉矶分校医学院，1982年至1985年期间在马萨诸塞州麻省總医院分别進行进行内科和传染病学的临床实践。1981年，何大一在洛杉矶錫安山醫學中心当见习医生时接触到了最早发现的一批愛滋病病例。从1994年起何大一的研究成果揭示了愛滋病病毒在体内复制的动态生物学，使人们对艾滋病病毒的理解达到了一个质的飞跃；这種独特见解奠定了何大一在艾滋病抗逆转病毒联合用药治疗的世界领先地位，前所未有地控制了愛滋病病毒在患者体内传播，艾滋病从必死的疾病转化为可用药物控制的疾病。2020年何大一領導的研發團隊從住院重症病患體內分離出9個高療效之抗COVID-19病毒的抗體。

## 鸡尾酒疗法
何大一是世界上最早认识到愛滋病是由病毒引起的科学家之一，也是首先阐明愛滋病病毒复制多样性的科学家之一。正是基于这种理解，使得何大一和他的同事们致力於研究联合抗病毒疗法，即鸡尾酒疗法。这种疗法将蛋白酶抑制剂药物和核苷类逆转录酶抑制剂及非核苷类逆转录酶抑制剂药物组合使用，能更有效地抑制愛滋病， 有效降低了愛滋病人死亡率。自1996 年以来，发达国家中由艾滋病引起的死亡率大大下降，用此治疗方案挽救发展中国家的上百万愛滋病患者的大规模国际行动已经开始实施。至今全世界2千多万愛滋病患者受益于抗逆转病毒联合用药治疗，何大一博士对研究艾滋病的突破和治疗方法有着巨大的贡献和推动力。
1996年年底，因其對抗愛滋病的重要研究，獲美國《時代》雜誌評選為當年對世界最具有影響力的時代年度風雲人物。
1999年，何大一及其同事又发现人体免疫系统T细胞中的CD8可以有效对抗愛滋病毒。
2000年，又研制出C型愛滋病疫苗，目前已进入临床实验阶段。 2002年，何大一以每年1美元的“价格”，将鸡尾酒疗法专利技术转让给中国大陆，中国大陆艾滋病死亡率也从45.7%降低到了9.2%

## 近況
何大一目前是美国纽约哥伦比亚大学医学院 艾伦·戴蒙德愛滋病研究中心主任、教授。同时还是美国科学院院士、中国工程院外籍院士、中華民國中央研究院院士（1998）。
- 1997年，獲頒中華民國一等華光獎章。
- 2001年，獲頒美國總統公民獎章。
- 2004年，獲選中国工程院外籍院士。
- 2007年11月，清華大學（北京）愛滋病綜合研究中心成立，何大一出任中心主任。
- 2008年，何大一獲香港大學頒發名譽科學博士學位。
- 2011年12月，在2012年中華民國總統選舉前三十天，何大一被經建會主委劉憶如指控涉入宇昌案，且遭立法委員人身攻擊。但後被證明劉憶如出示時間錯誤的文書[10]，全案最終由特偵組以「查無不法」簽結。
- 2014年2月，何大一在《科學》期刊發表突破性的愛滋病免疫新藥「GSK 744LA」。
- 2014年，何大一榮獲泰國皇室頒發的瑪希隆親王醫學獎。
- 2015年，何大一榮獲加州理工学院杰出校友奖。
- 2017年，何大一獲南加州大学名譽科學博士學位。
- 2017年，何大一獲頒美國國家肖像畫廊頒發的国家奖肖像。
- 2020年，何大一榮獲國家艾滋病紀念館 （页面存档备份，存于）頒發的國家領袖獎

## 宇昌案相關爭議
2005年，唐南珊與歐華創投董事長高育仁，計畫在台灣成立南華生技公司，成立蛋白質工廠，在台灣生產 TNX-355。唐南珊向台灣政府要求2.4億元資金投入，行政院邀請中央研究院院士何大一協助評估。何大一認為，TNX-355的市場規模有限，成立大型蛋白質工廠，產能將會過剩，不符合成本效益，而且無法取得藥品本身的專利，進行進一步研發，建議駁回。行政院因此否決此項投資計劃，唐南珊也無法找到其他資金來源，計畫失敗。
2007年，Tanox公司為尋求資金，被基因泰克公司併購。基因泰克公司認為TNX-355 研發成本過高，決定將它出售。何大一、陳良博、楊育民，希望台灣能藉此機會，收購TNX-355的專利授權。他們邀請蔡英文成為宇昌生技董事長，協助建立宇昌生技公司。在協助取得資金後，2008年，蔡英文卸任宇昌生技董事長。
2012年中華民國總統選舉，蔡英文成為民主進步黨總統候選人，此案成為焦點。經建會主委劉憶如則依其根據（後被證明為劉偽造之文書），稱何大一為宇昌案的蔡英文共犯，說他在南華生技案送到國發基金審議時，持反對意見，卻在爭取基因泰克合作上擔任主談人，並在宇昌生技成立後拿到技術股。周玉蔻指控楊育民、何大一，陳良博等人勾結，以內線交易的手法，設法交涉轉賣給由他們與蔡英文結合在一起的新設公司，想要獲得量產後的高額利益。休士頓華資中央銀行副董事長兼休士頓全僑馬英九後援會召集人葉宏志指稱，當年高指稱身為黃芳彥姪子的何大一為貪自己公司的利益而否決他人成立公司。
中國國民黨陣營的邱毅罵中研院院長翁啟惠、中研院院士何大一、陳良博是科技業「敗類」；還說何大一與前第一家庭醫生黃芳彥是同一類型的人。蔡正元罵何大一是三七仔。
何大一聽聞這些指控表示：「如果家鄉台灣不歡迎我們，那我可以退出台灣，到別的國家去實現生技夢想。」
謝金河在2012年1月7日「老謝看世界」節目說跟何大一有打電話給尹衍樑。何大一在電話中嚎啕大哭，說台灣媒體說的都不是事實，他想要出來開記者會澄清，但尹衍樑最後勸退何大一。
2007年宇昌已得到Genetech授權，以研發愛滋新藥及臨床試驗為主。熟悉生技業人士透露，南華生技案中，高育仁只是申請做代工藥廠生產藥，自己沒有專利權，專利在Tanox手上（華南是高育仁與Tanox董事長共同合組），南華只取得FDA第二期臨床認可，第三期人體實驗都還沒開始，卻急著蓋工廠量產，計畫不成熟，市場也不確定，開口向國發基金要十七億元。不過當時Genentech併購Tanox在即，藥物專利隨之移轉，後續不確定因素高，風險很大才遭打回票（政府審查了兩年，Tanox只好另外尋找買家）。
2008年中華民國總統選舉後，國民黨勝選。因為政權輪替，國家發展基金承諾投入的資金並沒有到達，原先承諾的3千萬美金，包括開發基金批准的1千2佰萬美金都未投入宇昌。蔡英文說服潤泰集團主席尹衍樑投資1千萬美元，宇昌生技資本額才達到3千萬美元，勉強符合和Genentech授權協議書上的最低資本額的規定，讓公司得以繼續經營。同年5月，蔡英文成為民進黨主席，請辭宇昌生技董事長。
中裕新藥表示，蔡英文在民國98年1月份即賣掉股權，因此宇昌生技在三、四月間，即變更公司名稱為中裕。何大一在民國98年5月26日董事會同意，以及民國98年9月17日到經濟部核准通過獲得技術股，約占股權5％。
2012年7月5日，何大一投書《聯合報》，對「宇昌及其創始者」遭受扭曲及不公平的指責感到遺憾。中裕新藥在短短的幾年內就在以被動免疫來預防愛滋病的領域裡躍居領導地位，並同時打開了另一個市場。何大一希望國發基金對外公布他在南華案與宇昌案的評估報告，向社會澄清他的立場是一致而且公正的。他表示如果政客們為了政治或一時的選舉之便，連無辜政治圈外人的名聲也可以隨便踐踏，往後誰還願意幫台灣做事？一場宇昌案下來，對台灣沒有好處，其對生技新藥產業及有心參與的海內外菁英所造成的負面影響，不知道要多少年才揮得掉，最後受害的還是百姓。在中國時報的專訪中，何大一則認為劉憶如竄改宇昌案文件日期，是一種犯罪行為。
2012年8月14日，特偵組約談中研院院士何大一、陳良博，民進黨主席蘇貞昌、前主席蔡英文後，查無不法簽結宇昌案。
2014年7月，何大一回憶此案，感嘆說政府殺了自己小孩。

## 註解
1. ↑  人物側寫－何大一生日
2. ↑  Sen. Russ Feingold (D-WI) noted, "Without the contributions of Taiwanese Americans, we would lack the important AIDS research of Dr. David Ho. （页面存档备份，存于）,  Formosan Association for Public Affairs, MAY 2000
3. ↑  The Taiwanese Americans （页面存档备份，存于）, page 130-131
4. ↑  Taiwanese-American HIV/AIDS academic joins team （页面存档备份，存于）, The Taipei Times, Sep 04, 2011
5. ↑  U.S. PUBLIC TV STATIONS TO BROADCAST TAIWAN TRAVEL FEATURES （页面存档备份，存于）,  Government Information Office, Republic of China (Taiwan), 12/27/2006
6. ↑  Park, Alice. . 時代雜誌. 2010-01-25  [24 January 2010]. （原始内容存档于2012-09-03）.
7. ↑  生命科學組院士何大一 （页面存档备份，存于），中央研究院
8. ↑  DAVID D. HO （页面存档备份，存于）, MITnews, 1998
9. ↑  美國《時代》雜誌1996年12月30日第148卷第29號封面 （页面存档备份，存于）
10. ↑  .   [2014-04-22]. （原始内容存档于2014-03-03）.
11. ↑  .   [2011-12-15]. （原始内容存档于2011-12-14）.
12. ↑  .   [2011-12-15]. （原始内容存档于2014-07-06）.
13. ↑  .   [2011-12-15]. （原始内容存档于2012-01-07）.
14. ↑  .   [2011-12-15]. （原始内容存档于2012-01-07）.
15. ↑  .   [2011-12-16]. （原始内容存档于2012-01-11）.
16. ↑  .   [2011-12-16]. （原始内容存档于2014-02-01）.
17. ↑  .   [2011-12-18]. （原始内容存档于2016-03-17）.
18. ↑  .   [2011-12-16]. （原始内容存档于2014-11-01）.
19. ↑  .   [2011-12-19]. （原始内容存档于2012-01-07）.
20. ↑  台、美大不同──中裕新藥的啟示 （页面存档备份，存于），台灣光華雜誌, 2009-10-01
21. ↑  一顆抗愛滋藥 兩樣生技情 （页面存档备份，存于），經濟日報，2007/09/14
22. ↑  . 聯合報. 2012-07-05  [2012-07-06]. （原始内容存档于2012-07-07） （中文（臺灣））.
23. ↑  何大一投書媒體 替宇昌案創始者抱屈 （页面存档备份，存于）, 新頭殼newtalk, 2012.07.05
24. ↑  . 《中國時報》. 2012-07-06  [2012-07-06]. （原始内容存档于2012-07-09） （中文（臺灣））.
25. ↑  .   [2012-08-14]. （原始内容存档于2012-08-16）.
26. ↑  . 《蘋果日報》. 2014-07-05  [2014-07-06]. （原始内容存档于2014-07-14） （中文（臺灣））.

## 外部連結
- （英文） Chua-Eoan, Howard. Person of the Year: 1996: David Ho" (Archive). TIME - 时代周刊年度风云人物介绍
- 艾伦·戴蒙德愛滋病研究中心（页面存档备份，存于）
- 愛滋病網上辦公室

| 榮銜               | 榮銜                    | 榮銜               |
| ------------------ | ----------------------- | ------------------ |
| 前任： 纽特·金里奇 | 時代年度風雲人物 1996年 | 繼任： 安迪·葛洛夫 |